# Sinfonia n. 8 (Vaughan Williams)
La Sinfonia n. 8 in re minore di Ralph Vaughan Williams fu composta tra il 1953 e il 1955. Fu la prima delle sue sinfonie che Vaughan Williams numerò. Sir John Barbirolli diresse la prima del lavoro il 2 maggio 1956, con l'Orchestra Hallé alla Free Trade Hall di Manchester.

## Storia
La sinfonia n. 8 è la più breve delle nove sinfonie di Vaughan Williams, con un tempo per un'esecuzione standard che dura meno di mezz'ora, ma è straordinariamente inventiva, specialmente negli esperimenti del compositore sulla sonorità. Non solo usa una sezione di percussioni molto estesa, tra cui "tutte le campane ed i vibrafoni conosciuti dal compositore" (così come tre gong accordati, gli stessi usati nella Turandot di Puccini), ma i due i movimenti centrali utilizzano rispettivamente solo la sezione dei fiati e la sezione degli archi. La Sinfonia n. 4 è l'unica altra delle sue sinfonie a finire ad alto volume. (Tutte le altre hanno conclusioni tranquille, spesso con la "impronta digitale" Vaughan Williams: niente.)

## Orchestrazione
La strumentazione della sinfonia è per un'orchestra con le convenzionali sezioni di fiati, ottoni e archi (leggermente allargati con un'arpa in più), ma una sezione di percussioni estesa:
- Fiati: 2 flauti (2° anche ottavino), 2 oboi, 2 clarinetti (in si bemolle), 2 fagotti
- Ottoni: 2 corni (in fa), 2 trombe (in si bemolle), 3 tromboni
- Percussioni: timpani, vibrafono, triangolo, glockenspiel, rullante, piatti, campane tubolari, gong accordati, grancassa, xilofono, celesta
- Archi: 2 arpe e strumenti ad arco.

## Struttura
Il lavoro si articola in quattro movimenti:

### 1. Fantasia
Variazioni senza tema in (re minore) - il compositore lo definì anche "sette variazioni alla ricerca di un tema". Anche se la struttura della variazione predomina, l'ascoltatore acuto può notare elementi di forma-sonata.

### 2. Scherzo alla marcia
Per stromenti a fiato solamente (in do minore) - questa breve e veloce marcia (con trio) è in qualche modo simile a quella di una banda militare britannica. La sezione del trio rivisita lo stile "pastorale" di Vaughan Williams.

### 3. Cavatina
Per stromenti ad arco solo (in mi minore) - Questo movimento, in forma di rondò in cinque parti, ha un carattere meditativo e include importanti passaggi solistici per violino e violoncello. Il tema principale ha una chiara somiglianza, riconosciuta da Vaughan Williams, alla corale della "Passione" (O Sacred Head, Now Wounded) che Bach ha usato più volte nella Passione secondo Matteo e altrove. Questo movimento si chiude tranquillamente in mi maggiore. 

### 4. Toccata
Il finale (in re maggiore / re minore), intitolato Toccata per indicare la sua natura virtuosistica, contiene una scrittura molto esuberante per la sezione delle percussioni. Armonicamente nel movimento si avverte un'incertezza tra il re minore e il re maggiore. Il movimento termina sonoramente con un re, in un contesto di re Eolio (minore naturale). 

## Storia delle esecuzioni
La prima esecuzione fu data dall'Orchestra Hallé diretta da Sir John Barbirolli alla Free Trade Hall di Manchester il 2 maggio 1956. Questa performance fu registrata dalla BBC e successivamente pubblicata su disco. Eugene Ormandy eseguì la première americana del lavoro con la Philadelphia Orchestra il 5 ottobre 1956. L'anno seguente Leopold Stokowski, il 30 giugno, la diresse con la London Symphony Orchestra alla Royal Festival Hall, con il compositore presente nel Palco Reale. Charles Münch diresse l'anteprima dell'opera della Boston Symphony Orchestra il 31 ottobre 1957, presso la Symphony Hall. Altre dieci esecuzioni della stessa compagine seguirono nel giro di tre settimane in diverse città.

## Incisioni
- Barbirolli/Hallé (+ Overture to The Wasps + Tuba Concerto + Five Variants of "Dives and Lazarus" + Fantasia on "Greensleeves"). The Barbirolli Society SJB 1055 (BBC rec. Free Trade Hall, 2 May 1956)
- Barbirolli/Hallé. Pye Nixa NCT 17000 (Free Trade Hall, 19 June 1956)
- Boult/LPO (+ Partita for Double String Orchestra). Decca LXT 5314 (Kingsway Hall, 7–8 September 1956)
- Munch/Boston SO (+ music by Ravel + d'Indy). Pristine Audio XR PASC 368 (Music Shed, Tanglewood, 2 August 1958)
- Barbirolli/Philharmonic-Symphony Orchestra of New York (+ music by many others). West Hill Radio Archives WHRA-6033 (Carnegie Hall, 3 January 1959)
- Barbirolli/Hallé (+ music by others). Ermitage ERM 181-2 (Teatro Kursaal, Lugano, 11 April 1961)
- Stokowski/BBC SO (+ Sargent’s recording of Symphony No. 4). Carlton BBC Radio Classics 15656 91312 (Royal Albert Hall, 15 September 1964)
- Barbirolli/Hallé (+ music by others). BBC Legends BBCL 4100-2 (Royal Albert Hall, 11 August 1967)
- Previn/LSO (+ Symphony No. 6). RCA Victor SB 6769 (Kingsway Hall, 18–20 March 1968)
- Boult/LPO (+ Concerto in C for 2 Pianos and Orchestra). HMV ASD 2469 (Kingsway Hall, 25 September and 23 December 1968, 26 March 1969)
- Boult/LPO (+ music by Beethoven). EMI Classics DVD 094638 845690 (Royal Festival Hall, 12 October 1972)
- Rozhdestvensky/USSR StSO (+ Symphony No. 9). Melodiya CD 10-02170-6 (Philharmonia Building, Leningrad, 30 April 1989)
- Thomson/LSO (+ Two Hymn-Tune Preludes + Fantasia on "Greensleeves" + Partita for Double String Orchestra). Chandos CHAN 8828 (St Jude-on-the-Hill, Hampstead, 9–10 October 1989)
- Slatkin/Philharmonia (+ Symphony No. 9 + Flourish for Glorious John). RCA Victor Red Seal 09026-61196-2 (Abbey Road, 3 June 1991)
- Handley/RLPO (+ A London Symphony). EMI Eminence CD EMX 2209 (Philharmonic Hall, Liverpool, 3–4 March 1992)
- Davis-A/BBC SO (+ A London Symphony). Teldec 4509-90858-2 (St Augustine’s Church, London, March 1993)
- Bakels/Bournemouth SO (+ Sinfonia antartica). Naxos 8.550737 (Poole Arts Centre, 6–7 September 1996)
- Haitink/LPO (+ Symphony No. 9). EMI CD 5 57086 2 (Abbey Road, April 2000)
- Hickox/LSO (+ Symphony No. 6 + Nocturne). Chandos CHSA 5016 (All Saints Church, Tooting, 21–22 January 2003)
- Jurowski/LPO (+ Wigglesworth's recording of Symphony No. 4). LPO CD 0082 (Royal Festival Hall, 24 September 2008)
- Elder/Hallé (+ Symphony No. 5). Hallé CD HLL 7533 (MediaCityUK, Salford, 3 February 2012)
- Manze/RLPO (+ A London Symphony). Onyx 4155 (Philharmonic Hall, Liverpool, 9 October 2015)